# Parnassius smintheus
Parnassius smintheus är en fjärilsart som beskrevs av Doubleday 1847. Parnassius smintheus ingår i släktet Parnassius och familjen riddarfjärilar. Inga underarter finns listade i Catalogue of Life.

## Bildgalleri

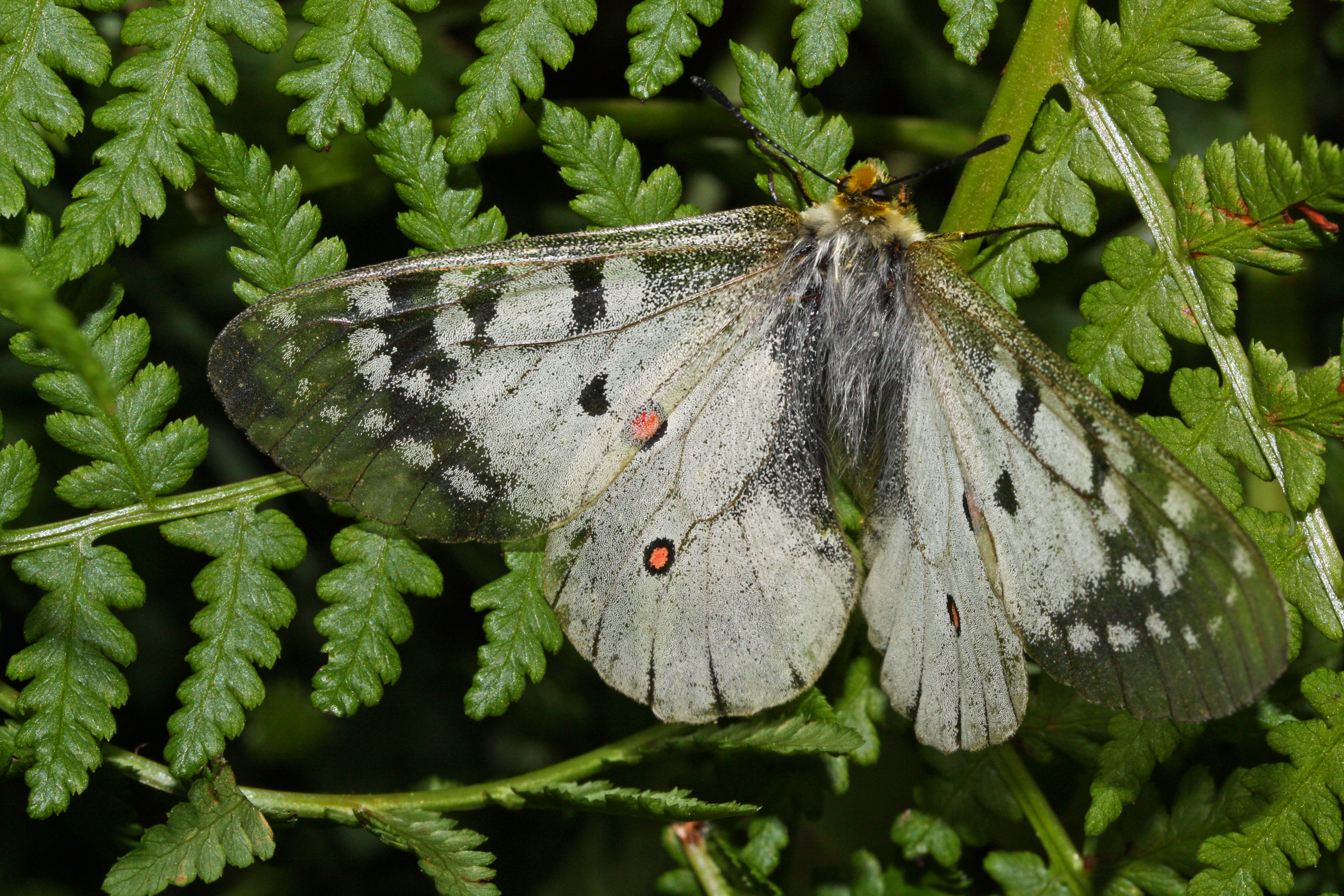